# دیانا یورگوا
دیانا یورگوا (بلغاری: Диана Йоргова؛ زادهٔ april ۱۱, ۱۹۷۱ (۵۳ سال)) ورزشکار ورزش تیراندازی اهل بلغارستان است.
وی در مسابقات کشوری و بین‌المللی در مجموع برندهٔ ۱ مدال نقره شده‌است.